# Lee Hyung-chul
Lee Hyung-chul est un boxeur sud-coréen né le 13 décembre 1969 à Gimje.

## Carrière
Passé professionnel en 1987, il devient champion de Corée du Sud des poids super-mouches en 1991 et champion du monde WBA de la catégorie le 18 septembre 1994 après sa victoire face à Katsuya Onizuka par KO au 9e round. Hyung-chul conserve son titre contre Tomonori Tamura puis le perd face à Alimi Goitia le 22 juillet 1995. Il met un terme à sa carrière de boxeur l'année suivante (après une seconde défaite lors du combat revanche) sur un bilan de 19 victoires et 6 défaites.